# Іжбуляк
Іжбуля́к (рос. Ижбуляк, башк. Өсбүләк) — село у складі Федоровського району Башкортостану, Росія. Входить до складу Дідовської сільської ради.
Населення — 447 осіб (2010; 469 в 2002).
Національний склад:
- татари — 98%